# دیگو سیسنروس
دیگو سیسنروس (انگلیسی: Diego Cisneros; ۲۷ سپتامبر ۱۹۱۱ – ۱۵ ژوئیهٔ ۱۹۸۰) کارآفرین، اهالی کسب‌وکار و مدیر اجرایی اهل کوبا بود،که در سال ۱۹۲۹ گروه سیسنروس را تأسیس کرد.